# Estación de Cascajares-Hortigüela
Cascajares-Hortigüela fue un apartadero ferroviario situado en el municipio español de Cascajares de la Sierra, en la provincia de Burgos, aunque también prestaba servicio al municipio de Hortigüela. Las instalaciones formaban parte del ferrocarril Santander-Mediterráneo.

## Situación ferroviaria
Las instalaciones se encontraban situadas en el punto kilométrico 201,235 de la línea férrea de ancho ibérico Santander-Mediterráneo, a 930 metros de altitud sobre el nivel del mar.

## Historia
Construido por la Compañía del Ferrocarril Santander-Mediterráneo, entraría en servicio en agosto de 1927 con la inauguración del tramo Burgos-Cabezón de la Sierra. En 1941, con la nacionalización de los ferrocarriles de ancho ibérico, las instalaciones pasaron a manos de RENFE. Tras entrar en declive, en la década de 1970 el apartadero fue rebajada de categoría y reclasificada como apeadero. Las instalaciones dejaron de prestar servicio con la clausura de la línea Santander-Mediterráneo, en enero de 1985. En la actualidad la antigua estación se encuentra conservada, rehabilitada como vivienda particular.